# HMS Vanguard (1944)
«Вэнгард» (англ. Vanguard — «Авангард») — британский линейный корабль периода Второй мировой войны. Спроектирован в 1939—1941 годах с учётом предполагавшихся задержек ввода в строй линкоров типа «Лайон» как более срочный проект, при строительстве которого можно было использовать задел из 381-мм орудийных установок, хранившихся на складах с 1920-х годов. Несмотря на спешную постройку, заложенный в 1941 году линкор ввести в строй до конца войны не успели, а после войны его достройка ещё более замедлилась и он был принят на вооружение только в 1946 году, став последним спущенным на воду линкором в истории, а также последним и крупнейшим из построенных британских линкоров. Послевоенная история корабля, как и других линкоров, переживших войну, оказалась сравнительно короткой. В первые послевоенные годы «Вэнгард» неоднократно использовался в качестве королевской яхты, совершая походы в ЮАР, Средиземноморье. Помимо этого, линкор некоторое время использовался уже как учебный, а в отдельные периоды служил флагманским кораблём Флота метрополии. С 1954 года корабль был выведен в резерв и оставался в нём вплоть до снятия с вооружения и продажи на слом в 1960 году.

## История разработки
По состоянию на 1939 год сроки постройки новых линкоров типа «Лайон» постоянно срывались. Такая ситуация сложилась в основном из-за больших сроков разработки и доведения новых 406-мм орудий, которые в 1939 году существовали только на бумаге. Внедрение 356-мм башен для линкоров типа «Кинг Джордж» сопровождалось постоянными проблемами и было близко к критическому. Кроме того, мощность этих орудий не удовлетворяла британских адмиралов. Оценка предполагаемого баланса сил на море, изложенного в меморандуме от 3 марта 1939 года, также была пессимистичной. Нейтрализация итальянского флота на Средиземноморском театре возлагалась на Францию. Предполагалось, что к концу 1943 года немецким «Шархнорсту», «Гнейзенау» и 5 последующим линкорам будут противостоять два «Лайона», пять «Кинг Джорджей», «Худ», «Рипалс» и «Ринаун». Достоверных данных о строительстве японских линкоров типа «Ямато» английская разведка не имела, однако англичане предполагали, что в дополнение к 10 старым линкорам японцы введут в строй четыре новых линкора с 406-мм орудиями и два линейных крейсера с 320-мм орудиями. Англичане на этом театре могли противопоставить им только два «Лайона», два «Нельсона», пять модернизированных линкоров типа «Куин Элизабет» и три тихоходных линкора типа «Ривендж». Линейные крейсера предполагалось держать на европейском театре, поэтому ощущалась острая нехватка быстроходных тяжёлых кораблей.
| Предполагаемое соотношение сил на конец 1943 года | Предполагаемое соотношение сил на конец 1943 года | Предполагаемое соотношение сил на конец 1943 года | Предполагаемое соотношение сил на конец 1943 года |
| Британия в Европе                                 | Британия в Европе                                 | Германия                                          | Германия                                          |
| ------------------------------------------------- | ------------------------------------------------- | ------------------------------------------------- | ------------------------------------------------- |
| линкоры программы 1939 года                       | 2                                                 | новые линкоры                                     | 5                                                 |
| «Кинг Джордж»                                     | 5                                                 | «Шарнхорст»                                       | 2                                                 |
| линейные крейсера                                 | 3                                                 | «Дойчланд»                                        | 3                                                 |
| ИТОГО                                             | 10                                                | ИТОГО                                             | 7+3                                               |
| Британия на Дальнем Востоке                       | Британия на Дальнем Востоке                       | Япония                                            | Япония                                            |
| «Лайон»                                           | 2                                                 | новые линкоры                                     | 4                                                 |
| «Нельсон»                                         | 2                                                 | «Нагато»                                          | 2                                                 |
| «Уорспайт»                                        | 3                                                 | «Фусо»                                            | 2                                                 |
| «Бархэм»                                          | 2                                                 | «Исэ»                                             | 2                                                 |
| «Ройал Соверен»                                   | 3                                                 | «Конго»                                           | 4                                                 |
|                                                   |                                                   | новые линейные крейсера                           | 2                                                 |
| ИТОГО                                             | 12                                                | ИТОГО                                             | 16                                                |

В сложившихся обстоятельствах англичане вспомнили о четырёх 381-мм башнях Мк I, оставшихся после переоборудования в авианосцы линейных крейсеров типа «Корейджес». В рамках дешёвого паллиативного решения предлагалось использовать эти башни для постройки быстроходного хорошо защищённого линкора водоизмещением 40 000 дл. т и скоростью 30 узлов. После модернизации предполагаемое время эксплуатации башен должно было составить не менее 25 лет. Основной задачей нового корабля должна была стать охота за предполагаемыми 320-мм линейными и многочисленными 203-мм тяжёлыми японскими крейсерами. И если наличие первых было гипотетическим, то вторые представляли собой реальную угрозу, так как британские крейсера явно проигрывали им по всем параметрам. Это по сути была возрождённая концепция линейного крейсера, эдакий «нео-Худ». Согласно замыслу при необходимости он должен был встать в линию и противостоять 406-мм линкорам. Если бы полученный гибрид вышел удачным, можно было бы строить однотипные ему корабли, используя освобождающиеся при выводе из состава флота 381-мм башни линкоров типа «Ривендж».
Предложение было рассмотрено и одобрено Морским штабом. Отделу военно-морского проектирования была поставлена задача разработать предварительный проект линкора водоизмещением 40 000 т, скоростью 30 узлов и с восемью 381-мм орудиями. Были сформированы три предварительных проекта. Проект «15А» имел водоизмещение около 38 000 т. Проект «15С» от проекта «15В» отличался только тем, что предлагалось использовать силовую установку, разработанную для «Лайона». Чертежи для неё уже были разработаны и это значительно сокращало сроки разработки. Сам отдел разработки рекомендовал вариант «15В», но строить решили «15С», надеясь сократить сроки строительства. Отдел военно-морского проектирования получил задание начать разработку рабочих чертежей.
Ход разработки был прерван началом Второй мировой войны. 11 сентября 1939 года все работы по проекту были приостановлены. К проекту вернулись, когда в декабре 1939 года им заинтересовался Уинстон Черчилль. Ему понравилась возможность в сжатые сроки получить линейный корабль, нехватку которых постоянно ощущал флот. В феврале 1940 года по распоряжению Черчилля работы были возобновлены. 27 февраля 1940 года на совещании Адмиралтейства были внесены уточнения в техническое задание. В частности, появились требования установить тонкий пояс в оконечностях, увеличить толщину бронирования подбашенных отделений среднего калибра, оборудовать бронированный вспомогательный рулевой пост в корме. В состав вооружения включили четыре установки противовоздушных неуправляемых ракет Unrotated Projectile (UP). Установки были тяжёлыми и позже их признали малоэффективными. Единственным плюсом включения их в проект стал запас водоизмещения, появившийся после их демонтажа.
С учётом этих требований был разработан 41 200-т проект «15D». Он был утверждён 20 мая 1940 года. В проект вносились многочисленные изменения, связанные с полученным опытом эксплуатации линкоров типа «Кинг Джордж». Затягиванию проектирования способствовала и приостановка с июня по октябрь 1940 года работ из-за высокой загруженности бюро. Изменения вылились в окончательный проект «15Е», который был принят Советом Адмиралтейства 17 апреля 1941 года.
Заказ на постройку был выдан 14 марта 1941 года фирме «Джон Браун и Ко». Полный комплект чертежей поступил на верфь через 10 дней и 2 октября состоялась официальная закладка линкора. 3 ноября новый корабль получил имя «Вэнгард». Нападение на Пёрл Харбор и гибель «Принс оф Уэлс» и «Рипалса» сделали постройку нового линкора вопросом первого приоритета. Адмиралтейство рассчитывало ввести его в строй до конца 1944 года. Число занятых на его постройке довели до 3,5 тыс., однако даже после приостановки работ над строящимся крейсером «Беллерофон» и торговыми судами фирме «Джон Браун» не хватало квалифицированных кадров. Работы заметно отставали от первоначального графика. В середине 1942 года даже возникла идея переделать полуготовый линкор в авианосец. Однако, понимая низкую боевую эффективность такого переделанного авианосца, от этой идеи отказались.
В процессе строительства учли опыт гибели линкора «Принс оф Уэлс» и после его анализа улучшили противоторпедную защиту, а количество зенитных автоматов увеличили до 76 40-мм и 12 20-мм. Стандартное водоизмещение стало таким же, как у «Худа», достигнув 42 300 т, а запас топлива увеличился до 4850 т. 30 ноября 1944 года «Вэнгард» был спущен на воду. Церемонию крещения провела принцесса Елизавета. Достройку на плаву до окончания Второй мировой войны завершить не успели. После войны темп работ замедлился и линкор вышел на сдаточные испытания только апреле 1946 года. Общая стоимость постройки составила 11 530 503 фунта стерлингов. Вооружение без учёта начальной стоимости покупки башен главного калибра обошлось британской казне в 3 186 868 фунтов стерлингов.
| Данные проектов линкора «Вэнгард» | Данные проектов линкора «Вэнгард» | Данные проектов линкора «Вэнгард» | Данные проектов линкора «Вэнгард» | Данные проектов линкора «Вэнгард» | Данные проектов линкора «Вэнгард» | Данные проектов линкора «Вэнгард» | Данные проектов линкора «Вэнгард» |
| Проект                            | 15А                               | 15В                               | 15С                               | 15D                               | 15Е                               | «Вэнгард» сентябрь 1942           | «Вэнгард» 1946                    |
| --------------------------------- | --------------------------------- | --------------------------------- | --------------------------------- | --------------------------------- | --------------------------------- | --------------------------------- | --------------------------------- |
| Длина максимальная, м             | 236,4                             | 245,5                             | 245,5                             | 246,7                             | 246,7                             | 247,8                             | 248,2                             |
| Ширина, м                         | 31,7                              | 32                                | 32                                | 32,2                              | 32,9                              | 32,9                              | 32,9                              |
| Осадка средняя, м                 | 8,8                               | 9,1                               | 9,1                               | 9                                 | 8,9                               | 9,09                              | 9,38                              |
| Мощность максимальная, л. с.      | 110 000                           | 143 000                           | 130 000                           | 130 000                           | 130 000                           | 130 000                           | 130 000                           |
| Скорость максимальная, уз         | 29,2                              | 31                                | 30                                | 30,25                             | 30,25                             |                                   | 30                                |
| Запас топлива, дл. т              | 3800                              | 3800                              | 3800                              | 3800                              | 4100                              | 4850                              | 4950                              |
| Распределение весов, дл. т        |                                   |                                   |                                   |                                   |                                   |                                   |                                   |
| Корпус                            | 14 300                            | 15 500                            | 15 500                            | 15 600                            | 16 100                            | 16 500                            | 18 657                            |
| Бронирование                      | 14 000                            | 14 450                            | 14 300                            | 15 500                            | 15 200                            | 15 350                            | 14 741                            |
| Энергетическая установка          | 2750                              | 3450                              | 3200                              | 3250                              | 3250                              | 3150                              | 3251                              |
| Вооружение                        | 5900                              | 5900                              | 5900                              | 5750                              | 5950                              | 6100                              | 6718                              |
| Оборудование                      | 1100                              | 1100                              | 1100                              | 1100                              | 1100                              | 1200                              | 1247                              |
| Стандартное водоизмещение         | 38 050                            | 40 400                            | 40 000                            | 41 200                            | 41 600                            | 42 300                            | 44 614                            |

## Конструкция

### Корпус

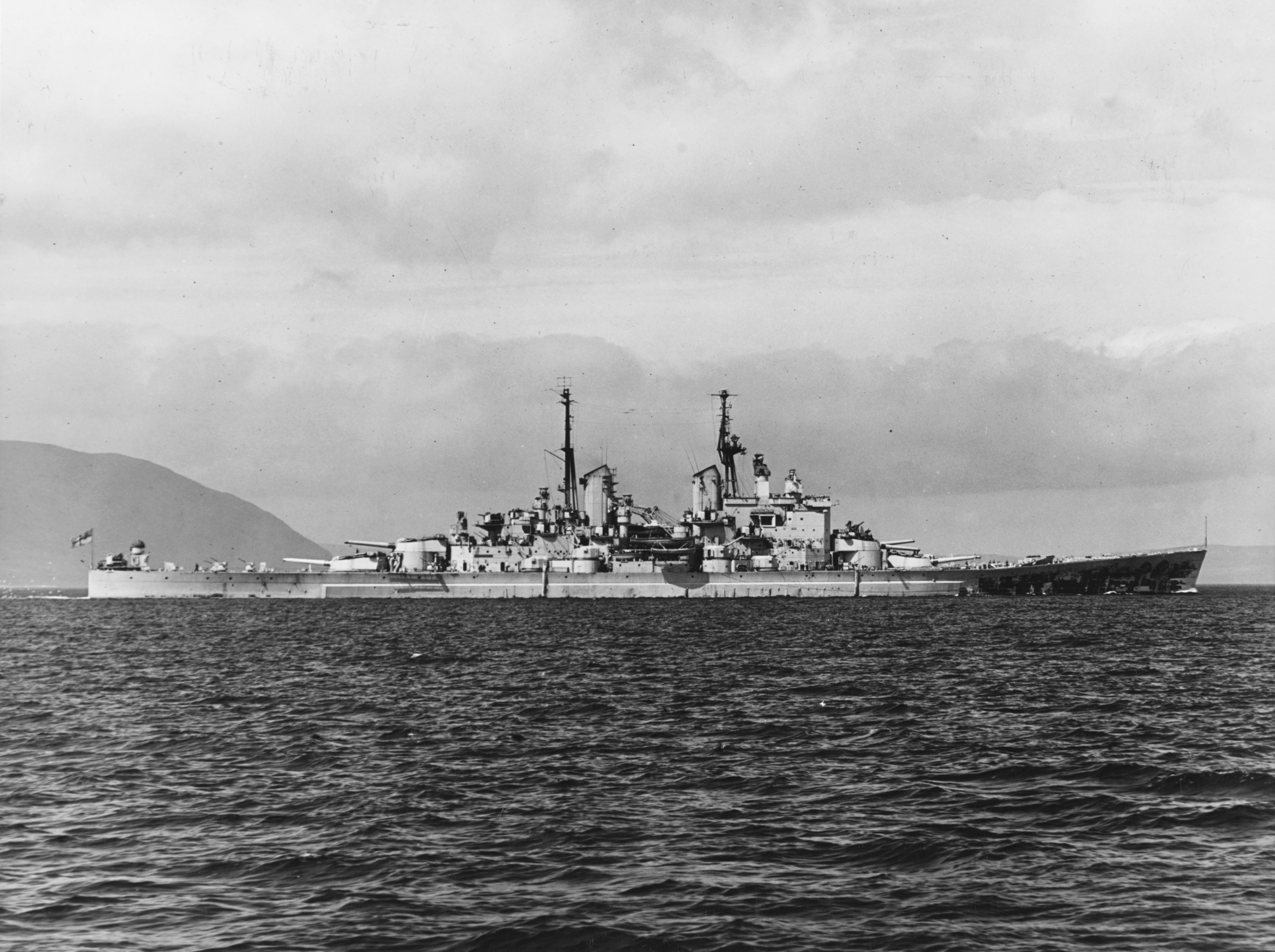
HMS Vanguard около 1947 года

Первоначально форма корпуса «Вэнгарда» мало отличалась от формы корпуса «Кинг Джордж». Из-за требования обеспечить возможность стрельбы главного калибра при нулевом угле возвышения прямо по носу палуба последних не имела подъёма в носу. Из-за этого палуба постоянно заливалась и «Кинги» считались «мокрыми» кораблями. При этом на практике такая стрельба приводила к разрушениям палубы, что делало её невозможной. Поэтому от такого требования отказались и новый линкор получил наклонный форштевень и значительный подъём палубы в носу. При том, что высота надводного борта в середине корабля — 6,9 м была практически такой же, как на «Кинг Джордж», у форштевня она составила 11,2 м, против 8,45 м. Больше она была и в корме — 7,8 м против 7,2 м. «Вэнгард» имел три волнореза — один на середине полубака и два перед носовыми башнями главного калибра. Благодаря всему этому он не зарывался оконечностями в воду на волнении, был «сухим» даже в плохую погоду и обладал хорошей мореходностью вплоть до полного хода в 30 узлов. По этому показателю считался самым лучшим линкором Британии, а то и мира.
| Сравнительная высота надводного борта британских линкоров, м | Сравнительная высота надводного борта британских линкоров, м | Сравнительная высота надводного борта британских линкоров, м | Сравнительная высота надводного борта британских линкоров, м | Сравнительная высота надводного борта британских линкоров, м | Сравнительная высота надводного борта британских линкоров, м | Сравнительная высота надводного борта британских линкоров, м |
| корабль                                                      | «Кинг Джордж V»                                              | «Лайон»                                                      | Проект 15D                                                   | Проект 15Е                                                   | «Вэнгард» 1942                                               | «Вэнгард» 1946                                               |
| ------------------------------------------------------------ | ------------------------------------------------------------ | ------------------------------------------------------------ | ------------------------------------------------------------ | ------------------------------------------------------------ | ------------------------------------------------------------ | ------------------------------------------------------------ |
| нос                                                          | 8,46                                                         | 8,53                                                         | 9,91                                                         | 9,91                                                         | 11,18                                                        | 11,28                                                        |
| центр                                                        | 6,93                                                         | 6,86                                                         | 6,86                                                         | 7,01                                                         | 6,91                                                         | 7,01                                                         |
| корма                                                        | 7,24                                                         | 7,47                                                         | 7,47                                                         | 7,62                                                         | 7,52                                                         | 7,77                                                         |

«Вэнгард» считался достаточно устойчивой орудийной платформой — период качки составлял 14,3 с, примерно столько же, сколько и у «Кинг Джорджа». Из-за длинного корпуса манёвренность не была прекрасной, но особых нареканий не вызывала. Корабль хорошо слушался руля и на полном ходу при максимальной перекладке руля на борт в 35° имел диаметр тактической циркуляции в 1000 м. При этом максимальный крен составлял 7,5°. На полном ходу, после подачи «полный назад», время полной остановки составляло 4,75 мин. Единственным неприятным моментом была вибрация при полной перекладке руля на скоростях порядка 20 узлов, из-за чего она не рекомендовалась.
| Параметры остойчивости                           | при креновании в июне 1946 года | при креновании в июне 1946 года | при креновании в июне 1946 года | при креновании в июне 1946 года | при наличии пробоин выше броневой палубы (1946 год) | при наличии пробоин выше броневой палубы (1946 год) |
| Параметры остойчивости                           | стандартное водоизмещение       | облегчённый корабль             | боевое водоизмещение            | полное водоизмещение            | облегчённый корабль                                 | полное водоизмещение                                |
| ------------------------------------------------ | ------------------------------- | ------------------------------- | ------------------------------- | ------------------------------- | --------------------------------------------------- | --------------------------------------------------- |
| водоизмещение, дл. т                             | 44 500                          | 45 116                          | 50 145                          | 51 420                          | 45 116                                              | 51 420                                              |
| метрических т                                    | 45 212                          | 45 838                          | 50 947                          | 52 243                          | 45 838                                              | 52 243                                              |
| метацентрическая высота, м                       | 1,76                            | 1,80                            | 2,28                            | 2,50                            | 1,10                                                | 1,89                                                |
| угол максимального восстанавливающего момента, ° | 35                              | 35                              | 34,4                            | 35                              | 14                                                  | 10                                                  |
| угол потери остойчивости, °                      | 60,5                            | 60,7                            | 65,3                            | 68                              | 25                                                  | 18                                                  |

По сравнению с предыдущими типами была улучшена разбивка на отсеки. Число водонепроницаемых отсеков довели до 27. При этом впервые водонепроницаемые переборки довели до главной палубы и в оконечностях. Ко всем этим отсекам имелись водонепроницаемые вертикальные шахты. Общее число водонепроницаемых помещений ниже главной палубы равнялось 1059. Десять переборок выше средней палубы для предотвращения быстрого распространения воды также были водонепроницаемыми.
С точки зрения организации борьбы за живучесть весь корабль был разбит на 6 секций, каждая — с собственным дивизионом по борьбе за живучесть и его руководителем. Каждая секция имела свой пост энергетики и живучести. Кроме них имелись также главный и вспомогательный посты. Деление на секции позволяло быстрее, на месте руководителю дивизиона принимать решения в чрезвычайной ситуации при нарушениях связи, но требовало большей координации работ работающих в соседних секциях людей.
Условия обитаемости постарались улучшить. Линкор был рассчитан на действия в любых широтах. Для эксплуатации в условиях северных широт использовался обогрев паром для большинства постов и систем вооружения. Для службы в тропиках имелась система кондиционирования в отсеках ниже броневой палубы и выше неё во всех помещениях с «тонкой» аппаратурой — помещениях операторов радаров, вычислительных центрах систем управления артиллерийским вооружением, пункта управления авиацией, радиостанций и т. п. Под поверхности, сообщавшиеся с внешней средой, для теплоизоляции были подложены асбестовые подкладки.
Несмотря на предпринимаемые усилия, условия обитания не были идеальными. По первоначальному проекту, при использовании корабля в качестве флагманского экипаж должен был состоять из 76 офицеров и 1412 старшин и матросов. Постоянное увеличение зенитного вооружения, систем обнаружения и управления привело к переполнению ряда помещений при боевой тревоге. Особенно это касалось таких помещений, как боевой информационный центр. Чтобы избежать скученности экипажа в рабочих и спальных помещениях, управление кораблестроения издало специальный меморандум, по которому экипаж не должен был превышать 1975 человек, в том числе 115 офицеров.

### Бронирование
Схема бронирования цитадели «Вэнгарда» практически повторяла схему «Кинг Джорджа» и «Лайона». С одной стороны, на разработку другой схемы просто не было времени и она потребовала бы дополнительных затрат. С другой стороны, она так и не была проверена в реальном бою, поэтому у британцев просто не было оснований считать, что она не эффективна. Главный пояс имел длину 140 м и изготавливался из цементированной брони. Из-за невозможности изготовить броневые плиты высотой 7,3 м, он состоял из трёх горизонтальных рядов плит. Ряды плит были сдвинуты друг относительно друга — средний смещён на полплиты относительно верхнего и нижнего. Первых два ряда были постоянной толщины, нижний ряд шёл клином, уменьшаясь к нижней кромке. Плиты крепились к обшивке броневыми болтами, а в районе стыков соединялись между собой с помощью шпонок. Толщина главного пояса была уменьшена на 1 дюйм (25,4 мм) по сравнению с «Кинг Джорджем» — в районе погребов он имел толщину 356 мм (вместо 381 мм) и 343 мм в центральной части (вместо 356 мм). В нижней части по всей длине он утоньшался до 114 мм. За концевыми башнями в нос и корму главный пояс примерно на 12 м продолжался переходным поясом. Он защищал погреба от попаданий на острых курсовых углах. Толщина этого пояса постепенно уменьшалась от 343 мм до 305—260 мм. Замыкали главный пояс траверзы толщиной 305 мм. При наиболее невыгодных условиях встречи пояс защищал от 381-мм снарядов погреба на дистанции от 75-80 каб и машины на 85-90 каб.
По опыту боевых действий незащищённые оконечности легко разрушались даже снарядами эсминцев и крейсеров и осколками крупнокалиберных снарядов и бомб, что приводило к обширным затоплениям. Наличие поперечных водонепроницаемых переборок помогало мало, так как они тоже могли быть пробиты. Поэтому на «Вэнгарде» отошли от схемы «всё или ничего» и оконечности получили броневую защиту. Главный пояс в оконечностях продолжался поясом из немецементированной брони толщиной 51-64 мм. В носовой оконечности он имел высоту 2,45 м и заканчивался в 3,5 м от форштевня. В корме он был выше — 3,4 м и прикрывал рулевые отсеки. Благодаря форме корпуса он имел значительный наклон верхней кромкой наружу. Дополнительно были установлены 25-мм продольные переборки. Пояс считался «противоосколочным» и основным его предназначением была защита от осколков и локализация повреждений от снарядов крейсеров и эсминцев. При благоприятных углах встречи снаряда с бронёй он должен был защитить от бронебойных снарядов средних калибров и обеспечивал неплохую защиту от чаще применявшихся фугасных снарядов.
| Максимальная дальность пробития 64-мм брони при попадании снаряда по нормали | Максимальная дальность пробития 64-мм брони при попадании снаряда по нормали | Максимальная дальность пробития 64-мм брони при попадании снаряда по нормали |
| Калибр, мм                                                                   | масса снаряда, кг                                                            | дальность, м                                                                 |
| ---------------------------------------------------------------------------- | ---------------------------------------------------------------------------- | ---------------------------------------------------------------------------- |
| 152                                                                          | 50,8                                                                         | 16 500                                                                       |
| 149,1                                                                        | 45,5                                                                         | 18 300                                                                       |
| 133                                                                          | 37,2                                                                         | 11 900                                                                       |
| 120                                                                          | 28,1                                                                         | 10 500                                                                       |
| 120                                                                          | 22,7                                                                         | 5900                                                                         |
| 114                                                                          | 24,9                                                                         | 9600                                                                         |

Главная броневая палуба шла по верхней кромке главного пояса, над погребами имела толщину 152 мм и 127 мм над остальной частью цитадели. Над погребами настелили дополнительный слой в 37 мм, что дало суммарную толщину защиты в 7,5 дюйма (190 мм). В носу броневая палуба продолжалась толщиной 125 мм от носового траверза до конца 280-мм брони. Дальше на всём протяжении «противосколочного» пояса она имела толщину 64 мм, заканчиваясь в 3,5 м от форштевня. В этой палубе постарались сделать как можно меньше вырезов и самым большим из них была якорная шахта. В кормовой оконечности броневая палуба была большей толщины — 114 мм, так как прикрывала валопроводы и рулевые приводы. Она замыкалась траверзом толщиной 100 мм, установленным по задней стенке рулевого отделения.
На «Принс оф Уэлс» в бою с «Бисмарком» снаряд пробил борт, лёгкие переборки противоторпедной защиты (ПТЗ) и застрял в 44-мм противоторпедной переборке. К счастью для англичан, он не разорвался. Но, осознав возможные последствия такого разрыва, на «Вэнгарде» в районе погребов дополнительно установили 37-мм продольные переборки.
Традиционно для британского линкоростроения, желая сэкономить хоть десяток тонн брони, бронирование барбетов сделали переменной толщины по окружности. Самыми толстыми были боковые стенки. Внутренние, прикрытые другим барбетом или надстройками и оконечностями, стороны имели меньшую толщину. Над главной броневой палубой барбеты 2-й, 3-й и 4-й башен в секторе 30° в обе стороны от диаметральной плоскости имели толщину 280 мм. У 4-й башни ближайший к оконечностям внутренний 280-мм сектор составлял 33°. Следующий сектор в 25° был толщиной 305 мм. Боковые стенки имели толщину 330 мм. У носовой башни № 1 передний сектор имел толщину 305 мм и только по 20° в каждую сторону от диаметральной плоскости. Но внутренние сектора 280-мм и 305-мм брони были шире — по 45° на борт.
Несмотря на трагические последствия попадания снаряда в боевую рубку «Принс оф Уэлс» в бою в Датском проливе, на «Вэнгарде» британцы не отошли от своей концепции её бронирования. Считая, что вероятность попадания в боевую рубку не велика, её толщина была значительно уменьшена по сравнению с линкорами других стран. Передняя стенка рубки имела толщину 76 мм, остальные стенки и крыша — 63,5 мм.
Уровень противоосколочной защиты объектов на мостиках и надстройках значительно возрос. Большинство постов и органов управления кораблём получило защиту из нецементированной брони толщиной от 25 до 51 мм.
| Весовые составляющие бронирования проекта 15Е в 1942 году     | Весовые составляющие бронирования проекта 15Е в 1942 году | Весовые составляющие бронирования проекта 15Е в 1942 году |
| ------------------------------------------------------------- | --------------------------------------------------------- | --------------------------------------------------------- |
| Вид бронирования                                              | длинных тонн                                              | метрических тонн                                          |
| Главный пояс, включая продолжение в носу и корме вне цитадели | 4666                                                      | 4740,9                                                    |
| Траверзы                                                      | 516                                                       | 524,3                                                     |
| Барбеты                                                       | 1500                                                      | 1524,1                                                    |
| Главная палуба, включая подкрепления барбетов                 | 4153                                                      | 4219,7                                                    |
| Нижняя палуба в носу                                          | 362                                                       | 367,8                                                     |
| Нижняя палуба в корме                                         | 578                                                       | 587,3                                                     |
| Дополнительные переборки                                      | 75                                                        | 76,2                                                      |
| Боевая рубка                                                  | 44                                                        | 44,7                                                      |
| Кормовая резервная боевая рубка и коммуникационные трубы      | 57                                                        | 57,9                                                      |
| Бронирование КДП                                              | 31                                                        | 31,5                                                      |
| Противоосколочный пояс в конечностях                          | 218                                                       | 221,5                                                     |
| Противоторпедная переборка                                    | 1375                                                      | 1397,1                                                    |
| Дополнительное бронирование погребов                          | 626                                                       | 636,0                                                     |
| Бронирование дымоходов                                        | 52                                                        | 52,8                                                      |
| Противоосколочные переборки в оконечностях                    | 33                                                        | 33,5                                                      |
| Казематы 133-мм орудий                                        | 443                                                       | 450,1                                                     |
| Круговые подкрепления переборок                               | 80                                                        | 81,3                                                      |
| Броневые колосники                                            | 24                                                        | 24,4                                                      |
| Противопульное бронирование мостиков                          | 110                                                       | 111,8                                                     |
| Бронирование 133-мм башен                                     | 17                                                        | 17,3                                                      |
| Подкладка под броню                                           | 40                                                        | 40,6                                                      |
| ИТОГО                                                         | 15 000                                                    | 15 240,8                                                  |

### Конструктивная подводная защита
Защита «Кинг Джордж» основывалась на результатах исследований по программе «Джоб-74» и рассчитывалась на противостояние торпеде с зарядом 454 кг ТНТ. Опыт показал, что такая конструкция была неэффективной. В Сиамском заливе «Принс оф Уэлс» фактически вышел из строя после попадания двух авиационных торпед с вдвое более слабым зарядом. А после шести он пошёл на дно. В качестве причин такого провала назывались недостаточная высота продольных переборок, доходивших только до уровня нижней палубы, их ошибочное заклёпочное крепление в верхней части к стальным корпусным конструкциям, возможность затопления помещений через верх ПТЗ, прикрытый только лёгкой переборкой из судостроительной стали, малая глубина (всего 4 м) зоны расширения газов. К тому же большие пустые затапливаемые объёмы вне противоторпедной переборки (ПТП) приводили к необходимости контрзатопления отсеков ПТЗ противоположного борта, что снижало эффективность их работы.
Несмотря на явный провал конструкции подводной защиты «Кинг Джорджей», на «Вэнгарде» она не претерпела существенных изменений. Правда был принят ряд мер по устранению выявленных недостатков. Подводная защита состояла из трёх слоёв. Первый ближайший к борту пустой отсек служил камерой расширения и его задачей было распределение давления взрыва на как можно большей площади. Средний отсек выступал в качестве камеры поглощения — он был заполнен жидкостью и его задачей было гашение ударной силы взрывной волны и уменьшение скорости осколков обшивки. Внутренний отсек был пустым, для того, чтобы исключить гидравлический удар от среднего отсека к последующим слоям ПТЗ. Внутренней границей этого отсека была броневая противоторпедная переборка (ПТП) толщиной от 37 до 44 мм. Между ней и внутренними отсеками находился ещё небольшой фильтрационный отсек, задачей которого было удержание течей, прошедших через ПТП. Глубина ПТЗ по сравнению с «Кинг Джорджем» была увеличена, но в самом широком месте всё равно не превышала 4,75 м. При этом в районе концевых башен она уменьшалась до 2,6-3 м. Также недостаточной была и в районе носовых котельных отделений.
Верхняя часть ПТЗ была усилена, а высота всех противоторпедных переборок была увеличена на одно межпалубное расстояние и доходила теперь до уровня средней палубы. Это увеличивало объём камеры расширения и снижало вероятность разрушения верхней части ПТЗ. Озаботились водонепроницаемостью отсеков, расположенных за бронёй в районе ватерлинии. На «Принс оф Уэлс» в этом месте находились душевые, через негерметичные стенки и потолок которых распространялось затопление. Душевые перенесли на палубу выше — теперь они находились на средней палубе.
| Характеристики противоторпедной защиты по длине корабля | Характеристики противоторпедной защиты по длине корабля | Характеристики противоторпедной защиты по длине корабля | Характеристики противоторпедной защиты по длине корабля | Характеристики противоторпедной защиты по длине корабля |
| Шпангоут                                                | Место                                                   | Глубина ПТЗ                                             | Толщина ПТП, мм                                         | Стойкость ПТЗ, кг ТНТ (расчётная)                       |
| ------------------------------------------------------- | ------------------------------------------------------- | ------------------------------------------------------- | ------------------------------------------------------- | ------------------------------------------------------- |
| 74                                                      | Передняя часть погреба первой башни                     | 2,62                                                    | 44,45                                                   | 213                                                     |
| 92                                                      | Между погребами первой и второй башен                   | 3,58                                                    | 44,45                                                   | 395                                                     |
| 110                                                     | Задняя часть погреба второй башни                       | 4,14                                                    | 44,45                                                   | 544                                                     |
| 134                                                     | Начало носового котельного отделения                    | 4,09                                                    | 38,1                                                    | 445                                                     |
| 156                                                     | Между носовыми машинным и котельным отделениями         | 4,29                                                    | 38,1                                                    | 499                                                     |
| 178                                                     | Начало кормовых котельных отделений                     | 4,57                                                    | 38,1                                                    | 590                                                     |
| 200                                                     | Между кормовыми котельными и машинными отделениями      | 4,29                                                    | 38,1                                                    | 499                                                     |
| 222                                                     | Конец кормового машинного отделения                     | 4,32                                                    | 38,1                                                    | 590                                                     |
| 236                                                     | Конец погребов кормовых 133-мм орудий                   | 3,96                                                    | 44,45                                                   | 490                                                     |
| 247                                                     | Передняя часть погреба четвёртой башни                  | 3,61                                                    | 44,45                                                   | 408                                                     |
| 283                                                     | Задняя часть погреба четвёртой башни                    | 2,97                                                    | 44,45                                                   | 272                                                     |

### Энергетическая установка
Конструкция силовой установки была весьма консервативной, так как была взята от проекта «Лайона», а для того, в свою очередь, позаимствована у «Кинг Джорджа». Поэтому параметры пара — давление 28 атм, температура 370 °С, были низкими не только по меркам 1940-х, но и для 1930-х годов. Техническая отсталость британской промышленности не позволила создать для турбозубчатого агрегата двухступенчатый редуктор. Поэтому был применён одноступенчатый с передаточным числом 1:10.
Для большей живучести четырёхвинтовая силовая установка была разбита на 4 блока с индивидуальным приводом на винт. В каждый блок входили котельное отделение на два котла, турбинное отделение и отсек вспомогательных механизмов. Каждый блок оснащался индивидуальной системой подачи топлива, воды и масла. Также для увеличения живучести котельные и турбинные отделения обоих бортов чередовались в шахматном порядке. При этом валы внешних винтов получились значительно длиннее внутренних.
Главной проблемой была необходимость увеличения потребной мощности силовой установки в связи с ростом водоизмещения. Конструкторы решили эту задачу наиболее простым способом — форсировкой турбин. Если по первоначальному проекту мощность одного блока должна была составлять 30 000 л. с. при 245 об/мин на валах, то в конце 1942 года был принят форсированный режим с мощностью блока в 32 500 л. с. при 250 об/мин. Это давало суммарную мощность в 130 000 л. с. и обеспечивало 30 узлов при стандартном водоизмещении в 42 300 т и 28,5-29 узлов при полном в 48 500-49 100 т. Хотя проектное водоизмещение было превышено на 2000 т, на испытаниях «Вэнгард» развил 31,57 узла при 256,7 об/мин, мощности на валах 135 650 л. с. и водоизмещении 45 720 т. Благодаря удачным обводам корпуса в июле 1946 года на мерной у Эррана он показал скорость 30,38 узла при водоизмещении 51 070 т. Мощность составила 132 950 л.с. при 250,6 об/мин. Так как британцы на испытаниях не занимались чрезвычайной форсировкой силовой установки, есть основания полагать что «Вэнгард» мог развить скорость и выше 31,5 узла.
Пар вырабатывался восемью трёхбарабанными котлами «адмиралтейского» типа. Максимальное рабочее давление в котлах составляло 32 атм, на входе в турбины оно составляло 28 атм.
В каждом машинном отделении находилась одна турбина высокого и одна низкого давления переднего хода с приводом на вал через двойную косозубчатую передачу. Турбина заднего хода была выполнена в одном корпусе с турбиной низкого давления. Первоначально предлагалось установить крейсерские турбины с подсоединением через зубчатый редуктор, но в конце 1942 года от них отказались, желая сэкономить дополнительные 100 т веса. Тем не менее, он вырос за счёт других агрегатов и в итоге вес силовой установки остался на проектном уровне в 3250 дл. т.
Все четыре винта были трёхлопастными диаметром 4,5 м и изготавливались из марганцевой бронзы. На «Принс оф Уэлс» зоны вращения винтов перекрывались примерно на 0,5 м, что привело к выводу из строя двух валов в результате одного торпедного попадания. Поэтому на «Вэнгарде» расстояние между осями внутренних и внешних валов увеличили с 10,2 до 15,7 м.
Неприятной особенностью силовой установки стало появление вибрации на высоких оборотах, особенно сильной при 200 об/мин, соответствовавших скорости в 24 узла. Одним из решений этой проблемы было использование разного режима работы внешних и внутренних валов. Та же скорость при меньшей вибрации достигалась при вращении внутренних валов со скоростью 222 об/мин, а внешних 174 об/мин. Также приняли решение заменить внутренние винты на пятилопастные. Но все эти меры окончательно проблему не решили и на скорости в 24 узла было введено ограничение на перекладку руля — не более чем на 10°.
Исходя из опыта эксплуатации «Кинг Джорджей», увеличили высоту просвета в турбинных и котельных отделениях и поставили более мощную вентиляцию. По результатам анализа гибели «Принс оф Уэлс» уделили более пристальное внимание конструкции агрегатов и её ударостойкости. Предусмотрели дополнительное охлаждение пара и устранение конденсата. Улучшили конструкцию передней части топок и форсунок. Повысили ударостойкость футеровки топок, которая на «Кинг Джорджах» была склонна к растрескиванию при ударах. Для смягчения последствий взрыва были использованы предохранительные устройства. Благодаря изоляции турбинных отделений и герметизации турбин они могли работать при частично и даже полностью затопленных турбинных отделениях. Главные вентили паропроводов получили помимо ручного дистанционный гидравлический привод с управлением из центрального поста или специального поста управления машинной установкой. В отличие от типа «Кинг Джордж» это позволяло управлять машинной установкой при полном затоплении турбинного отделения. Также предусматривался независимый «перекрёстный» паропровод между четырьмя блоками машин, что позволяло подавать пар на турбины блока, в котором вышли из строя котлы. Невозможность такого переключения была одной из причин быстрой потери хода линкором «Принс оф Уэлс». Ещё одной причиной быстрого затопления последнего был развороченный сорванным валом валопровод. В этом отношении мало что можно было сделать. Всё что могли сделать кроме разнесения линий валов, это улучшить герметизацию сальников валопроводов.
Ещё одной не решённой проблемой была дальность плавания. Из-за одноступенчатого редуктора КПД турбин на крейсерских ходах был низким и силовая установка получилась оптимизированной для режима полного хода. Были приняты меры по снижению часового расхода топлива с 363 до 290 г/л. с. в час. Запас топлива с 4100 т по проекту увеличили до 4425 т нефти и 427 т дизельного топлива. Это было сделано за счёт расширения бортовых цистерн в средней части корпуса на 0,7 м и использования отсеков двойного дна под концевыми башнями главного калибра, топливо из которых нужно было расходовать в первую очередь из-за взрывоопасности при подводных повреждениях. Несмотря на принятые меры, заложенное в 1941 году требование по дальности в 14 000 миль на 10 узлах, выполнить не удалось. При чистом днище на наиболее экономичном ходу в 14 узлов дальность составила порядка 8400 миль. В умеренных широтах после 6-месячной службы в результате обрастания днища ход падал до 13 узлов, а дальность до 7400 миль. В тропиках падение было ещё больше — до 11,5 узлов и 6100 миль соответственно. Несколько лучше «Вэнгард» смотрелся на высоких скоростях хода. При чистом днище дальность на 20 узлах составила 6950 миль, на 25 узлах — 5350 миль, 3380 на 28 и 3600 на 29,5 узлах. После полугода службы для полного хода эти цифры падали на 8 % в северных водах и 19 % в тропиках, для умеренных ходов падение было больше — на 17 % и 35 % соответственно.
| Дальность плавания, миль | Дальность плавания, миль | Дальность плавания, миль | Дальность плавания, миль |
| Скорость, узлы           | При чистом днище         | Через 6 месяцев службы   | Через 6 месяцев службы   |
| Скорость, узлы           | При чистом днище         | в умеренных широтах      | в тропиках               |
| ------------------------ | ------------------------ | ------------------------ | ------------------------ |
| Экономический ход        | 8414                     | 7413                     | 6100                     |
| 15                       | 8250                     | 7150                     | 5700                     |
| 20                       | 6950                     | 5800                     | 4500                     |
| 25                       | 5350                     | 4400                     | 3350                     |
| 29,5                     | 3600                     | 3350                     | 2900                     |

### Электрооборудование и вспомогательные механизмы
По первоначальному проекту на «Вэнгарде» предусматривалась установка 6 турбогенераторов и 2 дизель-генераторов, вырабатывающих постоянный ток напряжением 222 В. Все они объединялись в кольцевую магистраль. Опыт войны, особенно потеря электропитания крейсером «Белфаст» после подрыва на донной мине, заставил пересмотреть состав и компоновку оборудования. При спуске на воду «Вэнгард» располагал 4 турбогенераторами мощностью по 480 кВт и 4 дизель-генераторами по 450 кВт. Генераторы размещались в 8 отдельных помещениях. Два турбогенератора находились в отсеках по бокам от носовых котельных отделений. Ещё два, предназначавшихся для резервного питания на стоянке, стояли в отсеке вспомогательных генераторов между передними турбинными отделениями. Два дизель-генератора находилось спереди носового КО, по бокам от погребов 133-мм орудий. Ещё два размещались по бокам от задних турбинных отделений. По всей длине корпуса под броневой палубой находилось 18 щитовых помещений, объединявших генераторы с потребителями тока.
Первоначально резервный запас пресной воды составлял 390 тонн, но потом в 1947 году его решили сначала увеличить до 490 т, а в 1948 году довели до 590 тонн. При вводе в строй линкор нёс один опреснитель производительностью 200 т воды в сутки и три по 100 т. Первый служил для основных нужд корабля, в том числе во время стоянки. Три других были распределены между отдельными помещениями. Один из них был специального типа и через несколько лет после начала службы он был признан непрактичным и заменён на опреснитель производительностью 200 т в сутки.
Для снабжения сжатым воздухом высокого давления использовались 4 компрессора по 95 л. с. Этот воздух использовался для продувки стволов орудий, стартеров дизелей и т. п. Существовала также магистраль низкого давления, обслуживавшаяся двумя компрессорами по 26 л. с.
Механизмы гидропривода башен главного калибра включали 4 насоса с турбоприводом, находившихся в отдельных отсеках. Рабочее давление насосов 80 атм, производительность — до 28 литров в минуту.

### Вооружение

#### Главный калибр
| Бронепробиваемость орудий британских линкоров | Бронепробиваемость орудий британских линкоров | Бронепробиваемость орудий британских линкоров                                    | Бронепробиваемость орудий британских линкоров                                    | Бронепробиваемость орудий британских линкоров                                    |
| дистанция                                     | дистанция                                     | Расчётная бронепробиваемость вертикальной / горизонтальной крупповской брони, мм | Расчётная бронепробиваемость вертикальной / горизонтальной крупповской брони, мм | Расчётная бронепробиваемость вертикальной / горизонтальной крупповской брони, мм |
| --------------------------------------------- | --------------------------------------------- | -------------------------------------------------------------------------------- | -------------------------------------------------------------------------------- | -------------------------------------------------------------------------------- |
| кбт                                           | м                                             | 381-мм Mk-I «Вэнгард»                                                            | 406-мм Mk-I «Нельсон»                                                            | 406-мм Mk-II «Лайон»                                                             |
| 75                                            | 13 890                                        | 353/50                                                                           | 366/49                                                                           | 449/36                                                                           |
| 100                                           | 18 520                                        | 297/79                                                                           | 310/72                                                                           | 389/82                                                                           |
| 125                                           | 23 150                                        | 259/109                                                                          | 261/99                                                                           | 335/112                                                                          |
| 150                                           | 27 780                                        | 229/145                                                                          | 224/130                                                                          | 292/143                                                                          |

Главный калибр «Вэнгарда» состоял из восьми 42-калиберных 381-мм орудий Mark I в четырёх двухорудийных башнях. С одной стороны, такой выбор стал шагом назад по сравнению с планировавшимися 406-мм установками для «Лайонов» и установленными на американских линкорах. К тому же орудие проигрывало по баллистическим характеристикам 380-381-мм орудиям линкоров европейских стран. Однако на деле бронепробиваемость 381-мм орудий не была кардинально хуже, чем у 406-мм орудий «Нельсона», и на всех дистанциях была лучше бронепробиваемости 356-мм орудий «Кинг Джорджа».
При этом установка по две двухорудийных башни в носу и корме давала наилучшую с точки зрения управления огнём конфигурацию. Запас 381-мм орудий и снарядов к ним также был велик. Сама конструкция орудия и установок была надёжной и отработанной. 381-мм орудие обладало хорошей кучностью попаданий и, благодаря возможности заряжания при любом угле возвышения и отработанной конструкции установки, хорошей практической скорострельностью. Конструкция башен потребовала внесения ряда изменений. Бронирование башен было явно недостаточным. Лобовая плита имела толщину всего 229 мм, а крыша — 114 мм. Угол возвышения был ограничен и дальность стрельбы не превышала 12 миль (22,5 км). Пламенепроницаемость установки, спроектированной ещё до Ютландского сражения, также не удовлетворяла требованиям 1940-х годов. Стоявшие на башнях 4,6-м дальномеры также требовали замены.
В первую очередь заменили лобовую плиту на 343-мм с более высокими амбразурами, позволявшими придавать орудиям углы возвышения до 30°. Порты орудий получились довольно большими и пришлось закрыть их сверху специальными броневыми крышками. Крышу заменили на 152-мм плиты нецементированной брони. С крыши убрали командирскую башенку, мешавшую стрельбе возвышенной башни поверх крыши пониженной башни. В качестве противовеса возросшему переднему весу башни пол башни усилили с 51 до 76 мм. Боевое отделение и системы подачи оборудовали пламенепроницаемыми экранами. Вместо 4,5-метровых дальномеров поставили 9-метровые. Впервые в британском флоте башни главного калибра (ГК) получили дистанционный силовой привод для горизонтального наведения.

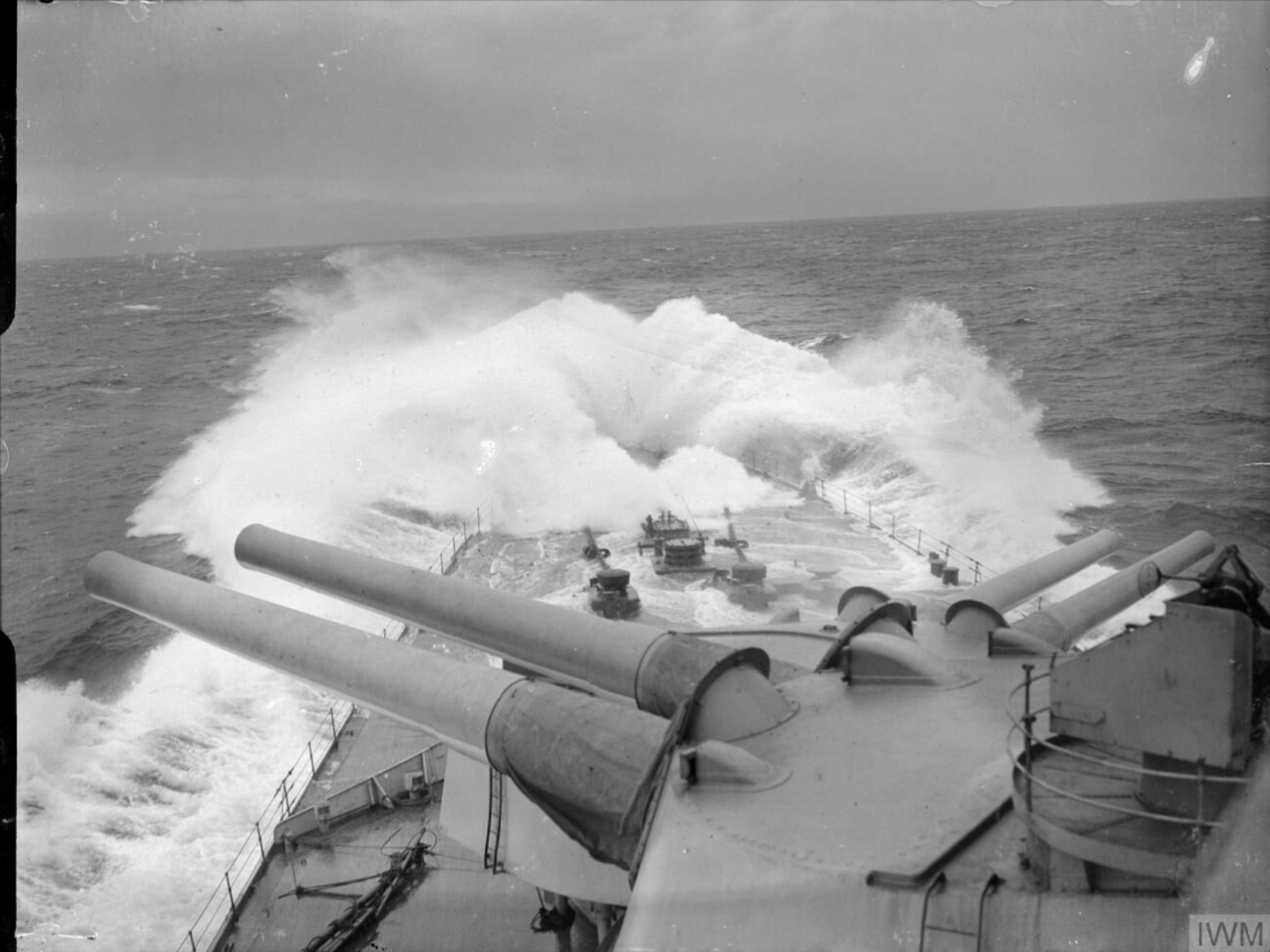
Модернизированные 381-мм башни Mk IN на линейном крейсере «Ринаун». Хорошо видны броневые колпаки, установленные над увеличенными амбразурами орудий.

Системы подачи новых башен были модернизированы под новые удлинённые 879-кг бронебойные снаряды. Станины, цапфы и противооткатные устройства усилили для возможности использования усиленных зарядов из 220,4 кг кордита марки SC-300, придававших бронебойному снаряду начальную скорость в 805 м/с. Использование усиленных зарядов приводило к сильному износу ствола и на практике в условиях мирного времени их не использовали. Штатный заряд сообщал снаряду начальную скорость в 785 м/с.
После всех изменений вращающийся вес башни составил 855 длинных т, на 20 т больше, чем по проекту. Дополнительный вес вооружения получился за счёт увеличение веса командно-дальномерного поста (КДП) с 63 до 70 т, более мощных и тяжёлых гидравлических механизмов (с 63 до 70 т), жидкого носителя (с 80 до 91 т) и ещё 20 т дополнительной антикоррозионной смазки.
Скорость горизонтальной наводки составила 2°/с, вертикальной — 5°/с. Техническая скорострельность не изменилась и составила 2 выстрела в минуту. Модернизированные башни получили индекс Mk IN, такой же, как башни на модернизированных в 1930-е годы линкорах и линейных крейсерах.
Одной из проблем стала необходимость переделки систем подачи. На момент создания установок перед Первой мировой войной общепринятой практикой было размещение снарядных погребов под зарядными. Считалось, что для взрывоопасных погребов большую опасность представляют мины и торпеды. К началу Второй мировой войны, по результатам Ютланда, осознали опасность попадания снарядов в погреба, после чего зарядный погреб стали размещать в самом низу. Менять старую систему подачи полностью было слишком затратно, поэтому разработчики пошли на компромисс. Зарядный погреб был размещён в самом низу, однако заряды из него подавались в промежуточное перегрузочное отделение, располагавшееся над снарядным погребом. Уже оттуда заряды перемещались в неизменённую систему подачи. Для дополнительной защиты перегрузочное отделение оснащалось пламянепроницаемыми дверями, а заряды в него подавались в специальных пеналах.
При расчёте стандартного водоизмещения боезапас был учтён по норме 80 снарядов на ствол с таким же количеством зарядов к ним. Максимальный боезапас при полном водоизмещении составлял по 114 снарядов и зарядов на ствол.

#### Средний калибр

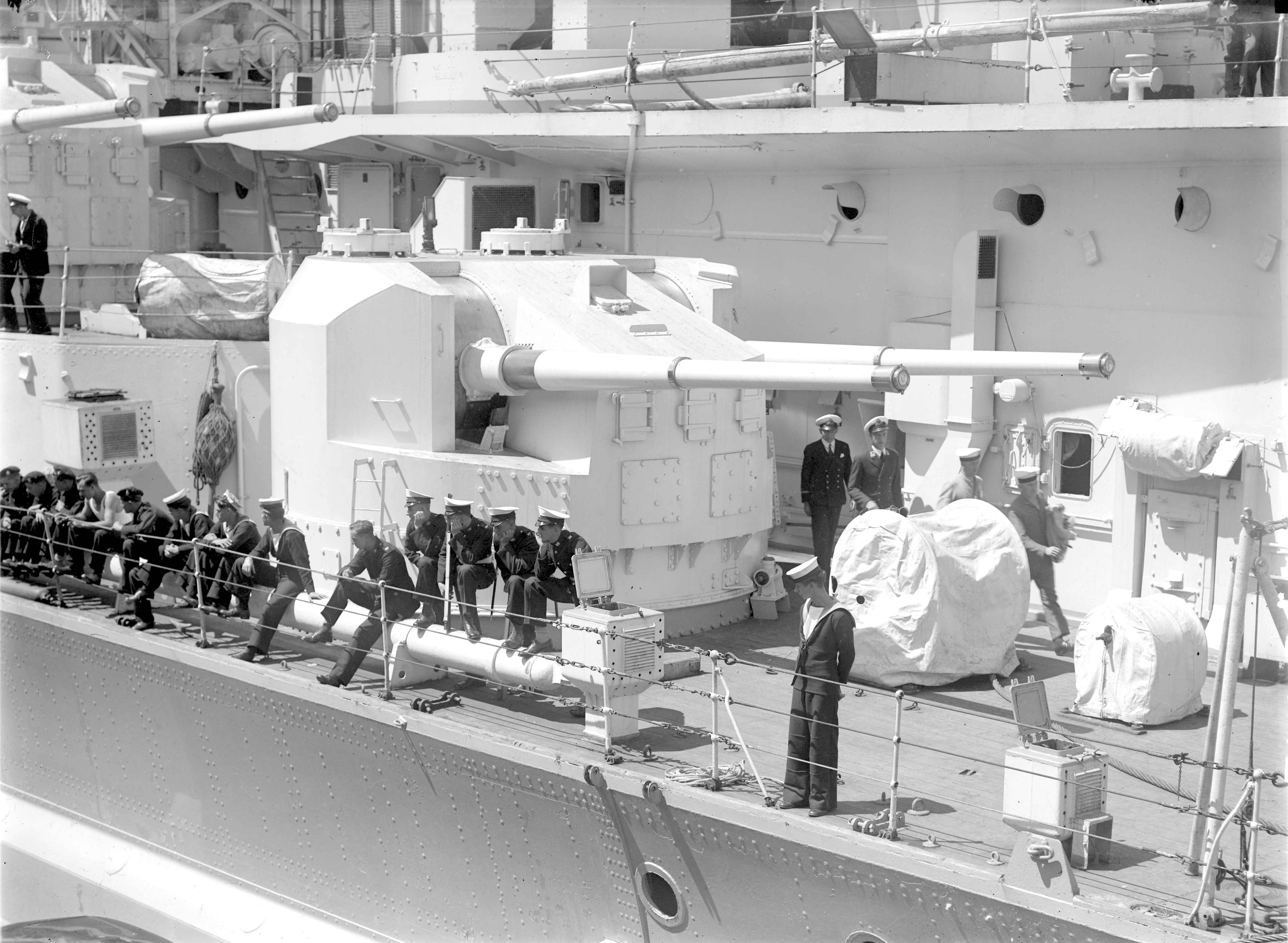
133-мм орудия на линкоре «Кинг Джордж V»

Универсальная артиллерия повторяла таковую на линкорах типа «Кинг Джордж V» — шестнадцать 133-мм универсальных орудий Mk I в двухорудийных башнях. Рассматривались варианты вооружения достаточно удачными британскими 114-мм зенитными и американскими 127-мм орудиями. От обоих отказались, так как британским адмиралам нравилась возможность 133-мм 36,5-кг снаряда остановить эсминец или поразить крейсер противника.
Установки, разработанные для «Кинг Джорджей», критиковались за недостаточную поворотливость и скорострельность. «Вэнгард» получил новые, более совершённые установки Mark 1*. Они имели большую скорость наведения — по 20 °/с в вертикальной и горизонтальной плоскостях. Боевое отделение было перепланировано. Установки также получили дистанционный силовой привод RP10* для вертикального и горизонтального наведения. Возросла и скорострельность. По разным данным она составляла от 9 до 18 выстрелов в минуту. Установки вместе с орудиями, насосами, запасами и штатными расчётами весили 854 т, что на 29 т превысило проектную величину.
Заряжание было раздельно-гильзовым. В боекомплект входили два типа снарядов — полубронебойные для надводных целей и фугасные для воздушных. Данных по составу боекомплекта «Вэнгарда» нет, но к концу войны для 133-мм орудий до половины фугасных снарядов имели радиолокационный взрыватель. Оба типа снарядов имели свою линию подачи с подъёмниками в виде бесконечной цепи. Для гильз с порохом была отдельная линия подачи такого же вида. Боеприпасы хранились в общем погребе и подавались из него в перегрузочное отделение под башней. Отсюда они подъёмниками подавались в боевое отделение. Снаряды для надводных целей подавались горизонтально, а для воздушных целей и заряды — вертикально. Для башен № 2 и № 3 (средние, на один уровень надстройки выше концевых) подача прерывалась на уровне средней палубы в промежуточном перегрузочном отделении. Подача снарядов в промежуточное отделение шла горизонтально ковшевым подъёмником. Верхние линии подачи на всех башнях были одинаковыми. В отличие от установок «Кинг Джорджей» с ручным заряжанием, новые установки получили автомат заряжания и автомат выставления временной задержки взрывателя.

#### Зенитная артиллерия
| Орудие                                                | НУРС      | 40-мм «Пом-пом» | 40-мм «Пом-пом» | 40-мм «Пом-пом» | 40-мм «Бофорс» | 40-мм «Бофорс» | 40-мм «Бофорс» | 40-мм «Бофорс» | 40-мм «Бофорс» | 40-мм «Бофорс» | 20-мм «Эрликон» | 20-мм «Эрликон» | 20-мм «Эрликон» |
| Тип установки (АУ)                                    | UP 178-мм | Mk VIII         | Mk IV           | итого стволов   | Mk VI          | BUSTER         | Mk II STAAG    | Mk III         | Mk VII         | итого стволов  | Mk XIV          | Mk XII          | итого стволов   |
| ----------------------------------------------------- | --------- | --------------- | --------------- | --------------- | -------------- | -------------- | -------------- | -------------- | -------------- | -------------- | --------------- | --------------- | --------------- |
| количество стволов в АУ                               |           | 8               | 4               |                 | 6              | 2              | 2              | 1              | 1              |                | 6               | 2               |                 |
| Изменение состава зенитного вооружения, количество АУ |           |                 |                 |                 |                |                |                |                |                |                |                 |                 |                 |
| проект 15Е, апрель 1941                               | 4         | 6               |                 | 48              |                |                |                |                |                |                |                 |                 |                 |
| сентябрь 1942                                         |           | 9               | 1               | 76              |                |                |                |                |                |                |                 | 12              | 24              |
| июнь 1943                                             |           |                 |                 |                 | 9              | 1              |                |                |                | 56             |                 | 12              | 24              |
| начало 1945                                           |           |                 |                 |                 | 9              | 1              |                |                |                | 56             | 6               | 14              | 64              |
| апрель 1945                                           |           |                 |                 |                 | 9              | 1              |                | 7              | 4              | 67             |                 | 9               | 18              |
| 1946                                                  |           |                 |                 |                 | 10             |                | 1              |                | 11             | 73             |                 |                 |                 |
| 1954                                                  |           |                 |                 |                 | 10             |                | 1              |                | 4              | 66             |                 |                 |                 |
| 1956                                                  |           |                 |                 |                 |                |                |                |                | 4              | 4              |                 |                 |                 |

Вплоть до проекта 15Е зенитное вооружение должно было повторять тип «Кинг Джордж» — шесть восьмиствольных установок Mk VI 40-мм автоматов «Пом-пом». Установка Мк VI была тяжёлой (16 тонн) и занимала много места. Но она хорошо вписывалась в британскую теорию «огневого потока», по которой самолёт противника должен был встречать шквал 40-мм снарядов. Правда к началу войны «пом-пом» уже морально устарел — ленточная подача была ненадёжной, а практическая скорострельность в 100—115 выстрелов в минуту также уже не была высоким достижением.
В проекте 15D в состав зенитного вооружения включили четыре установки неуправляемых зенитных ракет Unrotated Projectile. Они перекочевали в проект 15E, утверждённый 17 апреля 1941 года. Но опыт боевых действий показал их бесполезность и в спецификации сентября 1942 года они уже отсутствовали. По этой же спецификации планировалась установка 12 двухорудийных «эрликонов» с боезапасом 1800 снарядов на ствол.
К концу 1941 года стало понятно что зенитное вооружение «Кинг Джорджей» было недостаточным. Однако проблемой размещения дополнительных восьмиствольных установок «Пом-помов» была нехватка места. К счастью, тогда же решили, что авиационное вооружение на линкорах показало свою практически полную бесполезность, и от него отказались. Кормовую дымовую трубу сдвинули вперёд и в средней части корабля устроили дополнительную надстройку, на которой разместили катера и две дополнительных восьмиствольных установки «Пом-помов». Но «хорошее» место закончилось и девятую установку Mk VI пришлось разместить в корме, в зоне действия дульных газов кормовых башен. Дополнительно на башню ГК № 2 решили установить одну четырёхствольную установку «Пом-помов» Mk VII. Боезапас «Пом-помов» по проекту составлял 500 снарядов на ствол.
В ходе войны британский флот стал использовать производившиеся по лицензии 40-мм автоматы «Бофорс» и 20-мм «Эрликоны». Англичане разрабатывали шестиствольную установку «бофорсов» Mk VI. Её срок принятия на вооружения совпадал со временем ввода в строй «Вэнгарда». В июне 1943 года было принято решение заменить все восьмиствольные «пом-помы» на шестиствольные «бофорсы». Установку Mk VII решили заменить на двухствольную установку «бофорсов» Buster (Bofors Universal Stabilized Tachymetric Electric Radar). К началу 1945 года планировалось установить, также на надстройке, шесть четырёхствольных установок Mk XIV «эрликонов» с дистанционным приводом и на верхней палубе ещё 14 двухствольных Mk XII с ручным.
Опыт финальных боёв на Тихом океане показал недостаточную эффективность 20-мм автоматов против камикадзе. Также было принято решение отказаться от производства четырёхствольных «эрликонов». Поэтому в апреле 1945 года отказались от четырёхствольных и части двухствольных «эрликонов», с заменой их на двухствольные и одноствольные установки «бофорс». После обсуждения нескольких вариантов замены, решили оставить семь двухствольных «эрликонов», а остальные двухстволки заменить одноствольными установками «бофорс» Mk III. Вместо четырёхствольных установок «эрликонов» решили поставить две установки «эрликонов» Mk XII или Mk V и четыре одноствольных «бофорс» Mk VII с силовым приводом.
В апреле 1946 года все установки «эрликонов» и одноствольных «бофорсов» заменили на одноствольные «бофорс» Mk VII. Последним изменением стало включение в состав вооружения автомата STAAG Mk II. Это была двухствольная установка «бофорсов», но принципиально нового типа. Она имела автономное питание и систему управления, размещённую на самой установке. Автомат STAAG опередил своё время, но был «сырым» и его автоматика часто давала сбои. Таким образом, при вводе в строй зенитное вооружение «Вэнгарда» состояло из 73 40-мм «бофорсов» — десять шестиствольных установок Mk VI, один автомат STAAG и 11 одноствольных Mk VII. Общий боезапас для «бофорсов» составлял 92 637 снарядов, что составляло приблизительно по 1269 на ствол.
| Основные ТТХ использовавшихся орудий                  | Основные ТТХ использовавшихся орудий | Основные ТТХ использовавшихся орудий | Основные ТТХ использовавшихся орудий | Основные ТТХ использовавшихся орудий | Основные ТТХ использовавшихся орудий | Основные ТТХ использовавшихся орудий | Основные ТТХ использовавшихся орудий | Основные ТТХ использовавшихся орудий |
| Орудие                                                | 15"/42 Mark I                        | 5.25"/50 Mark I                      | Vickers 2-pdr Mark VIII              | Vickers 2-pdr Mark VIII              | 40 mm/56.3 QF Mark I                 | 40 mm/56.3 QF Mark I                 | 40 mm/56.3 QF Mark I                 | 20 mm/70 Mark I                      |
| ----------------------------------------------------- | ------------------------------------ | ------------------------------------ | ------------------------------------ | ------------------------------------ | ------------------------------------ | ------------------------------------ | ------------------------------------ | ------------------------------------ |
| Калибр/ длина ствола, калибров                        | 381-мм/42                            | 133-мм/50                            | 40-мм/39                             | 40-мм/39                             | 40-мм/56                             | 40-мм/56                             | 40-мм/56                             | 20-мм/70                             |
| Год разработки                                        | 1912                                 | 1935                                 | 1923                                 | 1923                                 | 1941                                 | 1941                                 | 1941                                 | 1939                                 |
| Масса орудия без замка, кг                            | 101 605                              | 4632                                 | 259,5                                | 259,5                                | 508                                  | 508                                  | 508                                  | 20,865                               |
| скорострельность выстрелов/мин теоретическая          | 2                                    | 10—12                                | 115                                  | 115                                  | 120                                  | 120                                  | 120                                  | 450                                  |
| практическая                                          |                                      | 9                                    | 96-98                                | 96-98                                | ?                                    | 120                                  | 90                                   | 250—320                              |
| тип заряжания                                         | картузное                            | раздельно- гильзовое                 | унитарное                            | унитарное                            | унитарное                            | унитарное                            | унитарное                            | унитарное                            |
| Масса заряда, кг                                      | 196 кг SC280                         | 8,19 кг SC                           | 0,13 кг HSCT/K 134—055               | 0,13 кг HSCT/K 134—055               | 0,248 кг Cordite W                   | 0,248 кг Cordite W                   | 0,248 кг Cordite W                   | 0,029 кг NC                          |
| Тип снаряда                                           | бронебойный APC Mark XXIIb (6crh)    | полубронебойный SAP Mark II          | фугасный HE HV                       | фугасный HE HV                       | фугасный                             | фугасный                             | фугасный                             | фугасный                             |
| Масса снаряда, кг                                     | 879                                  | 36,3                                 | 0,82                                 | 0,82                                 | 0,894                                | 0,894                                | 0,894                                | 0,123                                |
| Начальная скорость, м/с                               | 749                                  | 792                                  | 732                                  | 732                                  | 853                                  | 853                                  | 853                                  | 844                                  |
| Живучесть ствола, выстрелов                           | 335                                  | 750                                  | 7200                                 | 7200                                 | 10 000                               | 10 000                               | 10 000                               | 9000                                 |
| Максимальная дальность, м                             | 26 520                               | 21 937                               | 4572                                 | 4572                                 | 9830                                 | 9830                                 | 9830                                 | 4389                                 |
| эффективная, м                                        |                                      |                                      | 1550                                 | 1550                                 | 2285                                 | 2285                                 | 2285                                 | 915                                  |
| досягаемость по высоте, м                             |                                      |                                      | 3960                                 | 3960                                 | 7160                                 | 7160                                 | 7160                                 | 3048                                 |
| Установка                                             |                                      |                                      |                                      |                                      |                                      |                                      |                                      |                                      |
| Обозначение                                           | Mark I/N RP 12                       | RP10 Mark I*                         | Mark V                               | Mark VII                             | Mark VI                              | Mk II STAAG                          | Mk VII                               | Mk V                                 |
| Количество стволов                                    | 3                                    | 2                                    | 8                                    | 4                                    | 6                                    | 2                                    | 1                                    | 2                                    |
| Масса вращающейся части, т                            | 828                                  | 96,5                                 | 15,3                                 | 8,7                                  | 21,8                                 | 17                                   | 1,6                                  | 1,1                                  |
| Углы возвышения, °                                    | −4,5 / +30                           | −5 / +70                             | −10 / +80                            | −10 / +80                            | −15 / +90                            | −10 / +90                            | −5 / +90                             | −10 / +70                            |
| Скорость наведения вертикального/горизонтального, °/с | 5 / 2                                | 20 / 20                              | 25/25                                | 25/25                                |                                      | 24/26                                |                                      |                                      |

#### Авиационное вооружение
В состав авиационного вооружения в проекте 15E входили два самолёта и катапульта D111H. Катапульта должна была размещаться на юте вместе с подпалубным ангаром для самолётов. При таком расположении средняя часть надстройки освобождалась для размещения дополнительного зенитного вооружения. Такая же схема размещения использовалась на американских линкорах и французской «Гаскони». Развитие палубной авиации и радаров снизило потребность в корабельных гидросамолётах и от авиационного вооружения в итоге отказались.

#### Системы управления огнём
На «Вэнгарде» постарались создать единую систему управления огнём, включавшую в себя все оптические и электронные датчики, а также аналоговые вычислительные системы. Вместо основного и резервного пунктов управления стрельбой были установлены два командно-дальномерных поста (КДП) управления главным калибром, связанные с центральным постом обработки информации. Оба КДП главного калибра — передний и задний — имели идентичный состав оборудования и оснащались артиллерийским радаром «Тип 274». Резервные посты были оборудованы в возвышенных башнях главного калибра. Все они соединялись с постом обработки информации, где имелся только один экран радара «Тип 274». Артиллерийский офицер переключал этот экран на сигнал того КДП, который «смотрел» на цель. Существовало и несколько резервных вариантов дистанционного управления орудиями ГК. Из носового КДП можно было управлять башнями «A» и «B», а из кормового — башнями «X» и «Y». Из башни «B» можно было также управлять наведением башен «A» и «X». А из башни «X» управлять башней «Y».
Возможности существовавшей на тот момент британской системы управления зенитным огнём с КДП типа «HACS» нескольких модификаций не устраивали разработчиков «Вэнгарда». Система обработки данных на них была достаточно примитивной и не успевала обрабатывать данные для стрельбы по скоростным целям. Разработка новой стабилизированной системы TS1 в годы войны не продвинулась далее создания прототипа. Поэтому британцы вынуждены были пойти на закупку американских КДП Mk.37, но с британскими радарами «Тип 275». Единственным минусом такого решения было увеличение общего веса КДП с 44 (при использовании заложенных в проекте HACS III) до 64 т. Зато это серьёзно расширило возможности универсальной артиллерии.
На «Кинг Джордже» четыре КДП универсальной артиллерии стояли «квадратом» — по два впереди и сзади. При такой схеме была затруднена передача управления огнём от одного КДП к другому при пересечении самолётом курса корабля. Поэтому на «Вэнгарде» была применена «ромбическая» схема, как на американских линкорах. По одному КДП стояло спереди и сзади на надстройках и ещё пара стояла по бортам в средней части корабля. Также для управления огнём четырёх установок каждого борта имелась резервная дистанционная система управления с постов наблюдения ПВО. Она применялась в основном для управления стрельбой осветительными снарядами.
Все десять шестиствольных установок «бофорсов» получили индивидуальные стабилизированные КДП, оснащённые радаром «Тип 262». Все комплектующие были произведены, однако из-за мирного времени часть капризного оборудования не устанавливалась и хранилась на берегу. Полностью комплектной была только установка STAAG. Вся система управления установкой, включая систему стабилизации, радар «тип 262», аналоговый компьютер и даже генератор для привода находились на самой установке. Одиночные установки «Бофорсов» имели только локальное управление.
Нововведением на «Вэнгарде» был боевой информационный пост. Он был хорошо защищён, размещаясь под главной броневой палубой. Вокруг нижнего боевого поста находились радарный пост с экранами всех радаров, помещение операторов вычислительных систем, пост управления ПВО. Здесь же находился нижний боевой пост, в котором были сосредоточены все средства управления кораблём. Этот пост не был заложен в изначальный проект и был добавлен в конструкцию уже после закладки. Для определения взаимного расположения помещений и оборудования был создан макет этого отсека в натуральную величину. Постоянно увеличивавшийся перечень радиоэлектронного оборудования и персонала по его обслуживанию не закладывался в проекте изначально и привёл к тесноте в этих помещениях. Но для того времени постоянный рост объёмов, занимаемых электроникой, был стандартной проблемой.

#### Радиолокационное и электронное оборудование
Количество и тип радиоэлектронного оборудования постоянно менялись. При вступлении в строй «Вэнгард» первым из кораблей британского флота был оснащён комбинированным радаром «Тип 960» с антенной на топе грот-мачты. Этот радар обеспечивал раннее обнаружение кораблей и самолётов противника. В дополнение к нему был установлен радар «Тип 277» с антенной на краспице фок-мачты. Он позволял обнаруживать надводные цели и низколетящие самолёты. Для целеуказания был установлен радар «Тип 293» с антенной впереди фок-мачты. В отличие от одинарных отметок целей, отметки своих кораблей и самолётов на экранах всех этих радаров выглядели двойными. Для различения целей имелись два приёмника системы опознавания «свой-чужой» «Тип 253». Для радаров «Тип 277» и «Тип 293» этой же задачу решал передатчик «Тип 242». Были установлены навигационные радары «Тип 268» и «Тип 930», применявшиеся также для обнаружения надводных целей. Наиболее многочисленными были артиллерийские радары. На КДП главного калибра стояли два радара «Тип 274», на КДП универсального калибра — «Тип 275». Для управления зенитной артиллерией служило 11 радаров «Тип 262».
Антенны всех артиллерийских радаров и радаров «Тип 277», «Тип 293», «Тип 268» и «Тип 930» были стабилизированными. Большое количество радаров повлекло за собой и проблемы с их размещением. Так радар «Тип 268» из за своего положения постоянно затенялся грот-мачтой, трубой и задним КДП универсальной артиллерии. Радары также создавали помехи работе соседних систем. Так радар «Тип 960» забивал сигнал радаров «Тип 275» универсального калибра. А УКВ-радиостанция для оперативной связи между кораблями соединения создавала помехи радарам «Тип 277», «Тип 293» и тем же «Тип 275».
На «Вэнгарде» было установлено большое количество средств связи и радиопеленгации. Большинство приёмных радиостанций находилось на мостиках башнеподобной надстройки, а передающих — в кормовой надстройке. Радиопеленгаторы перекрывали весь диапазон частот, в том числе УКВ, что было новшеством для того времени. Устанавливались и простейшие средства РЭБ — детекторы радиолокационного обнаружения и станции создания помех локаторам противника.
Магнитного компаса на линкоре не устанавливалось. Для целей навигации использовались три независимых гирокомпаса со своими источниками питания и приводами.

## История службы
| Командиры корабля                                 | Командиры корабля           | Командиры корабля              |
| Капитан                                           | На языке оригинала          | Дата вступления в командование |
| Флот метрополии                                   | Флот метрополии             | Флот метрополии                |
| ------------------------------------------------- | --------------------------- | ------------------------------ |
| кэптен У. Дж. Агнью                               | captain W. G. Agnew         | 15 октября 1945                |
| кэптен Ф. Р. Парэм                                | captain F. R. Parham        | 29 марта 1947                  |
| кэптен Дж. В. Глэдстоун                           | captain G. V. Gladstone     | 28 июля 1949                   |
| кэптен Д. X. Холл-Томпсон                         | captain D. H. Hall-Thompson | 18 августа 1950                |
| кэптен Дж. С. С. Литчфилд                         | captain J. S. S. Litchfield | 21 декабря 1951                |
| кэптен Р. Э. Юинг                                 | captain R. A. Ewing         | 18 января 1953                 |
| кэптен Р. Дж. Тэруитт                             | captain Sir St. J. Tyrwhitt | 12 мая 1954                    |
| Резервный флот                                    |                             |                                |
| коммандер Х. Дж. Бернард                          | commander H. G. Barnard     | 1 января 1955                  |
| коммандер Дж. Н. Гарнетт                          | commander J. N. Garnett     | 9 января 1956                  |
| кэптен Э. Дж. По (командующий резервным флотом)   | captain A. G. Poe           | 1 декабря 1956                 |
| кэптен Н. У. Фишер (командующий резервным флотом) | captain N. W. Fisher        | 3 июля 1958                    |

Первым командиром «Вэнгарда» стал назначенный 15 октября 1945 года кэптен У. Дж. Агнью. После завершения цикла заводских и приёмных испытаний линкор 9 августа 1946 года был включён в состав флота.
Вскоре ему выпала почётная роль «королевской яхты» для путешествия короля Георга VI в Южную Африку. Так как король должен был путешествовать со всей семьёй, линкор решили обстоятельно подготовить к этой миссии. Он был отправлен на верфь в Плимуте, где с октября по декабрь прошёл переоборудование. Адмиральские помещения были перепланированы — изолированы от остальных офицерских помещений, оснащены собственной галереей. Убранство не отличалось роскошью, но в апартаментах королевской четы установили мебель, снятую со старой королевской яхты «Виктория энд Альберт». Вместо 40-мм автомата STAAG на второй башне была оборудована прогулочная площадка, которую можно было использовать как трибуну на стоянке.
«Вэнгард» вышел в море 31 января 1947 года. Его в качестве эскорта сопровождали авианосец, два крейсера и эсминец. Поход длился три месяца, в течение которых король и его свита большую часть времени провели на борту линкора. В начальной части похода «Вэнгард» посетил французский Шербур, где его 21 залпом приветствовал вышедший на встречу линкор «Ришельё». 17 февраля корабли прибыли в Кейптаун. Затем началось двухмесячное плавание вдоль южного побережья Африки. С 6 по 10 марта корабли зашли в Саймонстаун, с 10 по 24 марта находились в Салданье, 27 марта зашли в Ист-Лондон, с 28 по 31 марта были в Порт-Элизабет, 8 апреля в Дурбане и на обратном пути опять посетили Кейптаун с 11 по 24 апреля. В мае «Вэнгард» вернулся в Портсмут. Королевская семья осталась довольна путешествием и благодарила команду и капитана.
29 мая 1947 года командиром «Вэнгарда» стал кэптен Ф. Р. Парэм. Пройдя докование в Плимуте, линкор снова встал на переоборудование. Был переделан ряд кубриков и вспомогательных помещений. В ноябре 1947 года «Вэнгард» сменил в качестве флагмана учебного флота метрополии линкор «Хау». В начале 1948 года был запланирован очередной королевский вояж в Австралию и Новую Зеландию и линкор опять отправили на верфь. Были перестроены королевские апартаменты, в умывальниках и душевых подключили горячую воду и отделали их нержавеющей сталью. В прачечной были установлены стиральные машины. На корабле появилась парикмахерская и мастерская по ремонту одежды. Путешествие планировалось кругосветным и для прохождения Панамским каналом «Вэнгард» оснастили буксирными приспособлениями. Все выступающие устройства — забортные мусорные рукава, трапы — убрали.
Но из-за болезни короля поход отменили и линкор на два месяца ушёл в Средиземное море. 31 января 1949 года «Вэнгард» вышел из Портленда в Гибралтар. Здесь он на время стал флагманом Средиземноморского флота и 5 марта на нём поднял свой флаг командующий. В Средиземном море «Вэнгард» участвовал в нескольких манёврах, провёл учебные стрельбы и посетил несколько египетских, французских и итальянских портов. 22 июля 1949 года линкор вернулся в Плимут. На него был назначен новый командир — кэптен Дж. В. Глэдстоун.

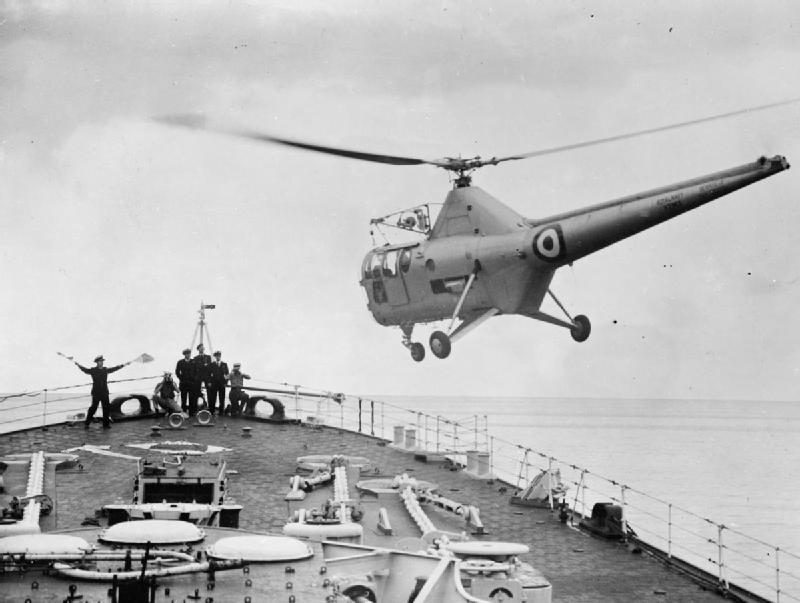
Один из небезопасных манёвров — вертолёт Westland Dragonfly с британского авианосца «Илластриес» садится на неогороженную площадку на корме линкора «Вэнгард»

После докования в Девенпорте «Вэнгард» вернулся в состав учебной эскадры, став её флагманом вместо линкора «Энсон». В феврале 1950 года был осуществлён поход в Гибралтар. Возвращаясь домой, в ночь на 14 февраля у мыса Финистерре оказал помощь терпящему бедствие французскому судну «Боффа». 7 марта 1950 года в Дувре «Вэнгард» приветствовал салютом прибывшего в Англию с официальным визитом французского президента Венсана Ориоля. В июне-июле 1950 года находился в походе вдоль берегов Шотландии и Северной Ирландии, по пути заходя в различные порты. В конце июля присутствовал на королевской парусной регате в Соленте. В конце первой недели августа прибыл в Портсмут. 18 августа 1950 года в командование линкором вступил кэптен Д. X. Холл-Томпсон.
15 сентября 1950 года «Вэнгард» под флагом командующего флотом Ф. Вайена ушёл в Гибралтар для проведения традиционных осенних учений флота Метрополии. В учениях, начавшихся 20 октября, принимали участие 20 боевых кораблей Флота метрополии и канадской эскадры. В их число входили два авианосца, отрабатывавшие авиационные атаки на «Вэнгард». По окончании учений «Вэнгард» посетил Сент-Винсент на Кабо-Верде, Мадейру и Лиссабон. Линкор вернулся в Портсмут 7 декабря 1950 года. 19 января 1951 года «Вэнград» снова вышел в Гибралтар для проведения противолодочных учений с шестым флотом ВМС США. Во время учений, 10 февраля линкор столкнулся с авианосцем «Индомитебл», но, к счастью, без серьёзных последствий для обоих. По окончании учений «Вэнгард» посетил Геную и Вилльфранш. 14 марта 1951 года командующий флотом спустил свой флаг и «Вэнгард» стал на семинедельный ремонт в Девенпорте.
8 мая линкор на рейде Дувра приветствовал 21-залповым салютом прибывших на яхте «Даннеброг» короля и королеву Дании. После этого на «Вэнгарде» поднял флаг командующий учебной эскадрой контр-адмирал Дик. Летом линкор в рамках «демонстрации флага» совершил ряд заходов в британские порты, участвуя в различных торжественных мероприятиях. Сам линкор при этом был открыт для посещений. 31 августа флагманом учебной эскадры стал «Индефатигебл», а «Вэнгард» 16 сентября 1950 года стал на пятимесячный ремонт. В ходе ремонта для устранения перегруза уменьшили ёмкость топливных цистерн.
Во время ремонта 21 декабря 1951 года новым командиром «Вэнгарда» стал кэптен Литчфилд (J.S.S.Litchfield). В начале 1952 года поступило распоряжение готовить линкор к новому королевскому вояжу. Королевские апартаменты снова были приведены в порядок. Но 6 февраля 1952 года поступили новости о смерти короля Георга VI и вояж отменили.
15 февраля 1952 года «Вэнгард» ушёл в учебный поход в район Гибралтара. 13 мая 1952 года на линкоре поднял свой флаг командующий флотом Метрополии и «Вэнгард» вышел для учений в Северном море совместно с голландским флотом. После учений с 28 июня по 4 июля линкор совершил заход в Роттердам. 1 июля его посетила с визитом королева Юлиана и принц Бернхард. Во время визита линкор был открыт для публики и его посетили 10 000 человек. 10 июля «Вэнгард» вернулся в Портсмут.

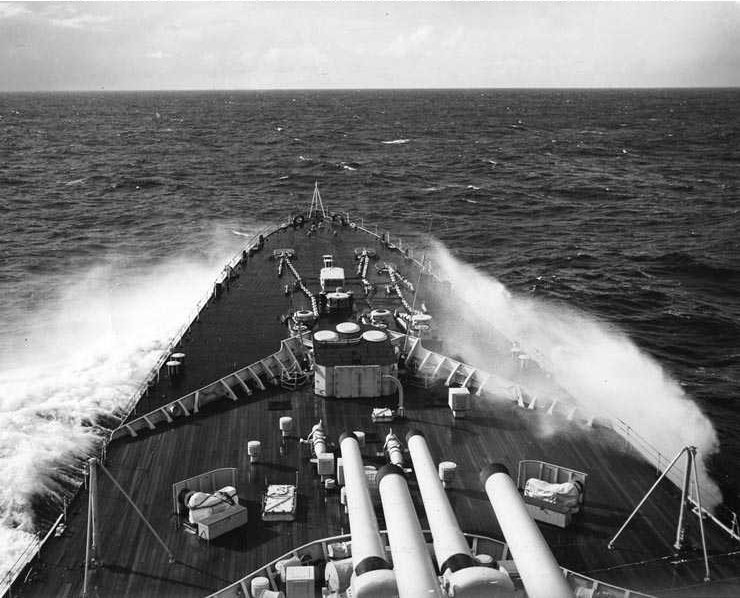
«Вэнгард» идёт 30-узловым ходом во время учений «Мэйнбрэйс» в 1953 году

Осенью 1952 года линкор вышел в море для участия в учениях НАТО «Мэйнбрэйс» (Mainbrace), завершившихся 23 сентября 1953 года. Затем посетил Норвегию и после непродолжительной подготовки впервые отправился для учений в арктические воды. «Вэнгард» вернулся в Портсмут 1 декабря 1952 года. 19 января 1953 года на борт линкора поднялся новый командир — кэптен Р. Э. Юинг (R. A. E. Ewing). На следующий день он отправился проходить докование в Гибралтар, где провёл пять недель. 2 марта 1953 года он вышел в море для проведения учений и после их завершения вернулся в Портсмут 25 марта. Здесь он участвовал в традиционных Днях флота, во время которых корабль посетили 31 000 человек.
9 июня «Вэнгард» вышел на Спитхедский рейд для подготовки к параду в честь коронации Елизаветы II. «Коронационное ревю» состоялось 15 июня 1953 года. Линкор играл роль флагманского корабля. В торжествах приняли участие корабли иностранных держав, в том числе присутствовал советский крейсер «Свердлов».
В сентябре 1953 года «Вэнгард» принял участие в учениях НАТО «Маринер» в Атлантике. Здесь он взаимодействовал с американским линкором «Айова». Это был последний случай совместных учений британских и американских линкоров. Учения завершились 3 сентября 1953 года, когда «Вэнгард» бросил якорь в Гриноке. После прибытия в Портсмут 26 ноября 1953 года линкор стал на двухмесячный ремонт. 21 января 1954 года «Вэнгард» вышел из Портсмута на докование в Гибралтар, которое длилось до 10 марта 1954 года. Затем он участвовал в учениях в Средиземном море совместно с французскими и голландскими кораблями, вернувшись в Портсмут 1 апреля 1954 года. Весной во время традиционных Дней флота его посетили 34 000 человек. 13 мая «Вэнгард» участвовал в операции «Лояльность» — встрече возвращавшейся из кругосветного путешествия королевской яхты «Британия» с королевой Елизаветой II и принцем Филиппом на борту. «Вэнгард» встретил королеву 21-залповым салютом и сопроводил с другими кораблями в Портленд. Затем линкор отправился с недельным визитом во французский Брест. Последние десять дней мая «Вэнгард» провёл в Портсмуте. Затем в июне он участвовал в учениях, а в конце месяца доставил командующего флотом на конференцию НАТО в Осло. 11 ноября в Хельсингборге на его борт поднялся король Швеции Густав VI. Это был последний визит коронованной особы на борт «Вэнгарда». 21 июля 1954 года линкор вернулся в Портсмут и здесь 24 июля 1954 года на его борт поднялся последний его командир — кэптен Р. Дж. Тэруитт.
Срок активной службы «Вэнгарда» заканчивался. Британская империя находилась в глубоком экономическом кризисе и содержание многочисленных кораблей было для неё непомерной ношей. 15 сентября 1954 года в Портсмуте на «Вэнгарде» был спущен флаг командующего флотом и 25 сентября линкор последний раз осуществил самостоятельный переход в Девенпорт. Здесь он стал на достаточно дорогое переоборудование стоимостью в 220 000 фунтов стерлингов, при этом большая часть экипажа покинула корабль.
По завершении ремонтных работ 5 марта 1956 года «Вэнгард» был переведён в состав Резервного флота. На нём поднял флаг командующий резервным флотом вице-адмирал Р.Дж. Онслоу. Постепенно с линкора сняли многоствольные, а потом и одноствольные «бофорсы» и часть радиолокационного оборудования. Простояв три года у стенки, 1 ноября 1959 года он передал флагманское звание крейсеру «Шеффилд». Линкор был исключён из списков флота и 7 июня 1960 года на «Вэнгарде» был спущен флаг. Вскоре линкор был продан на слом шотландской фирме BISCO («British Iron & Steel Corporation») за 560 тыс. фн. ст. К концу 1962 года последняя секция корабля — отсеки двойного дна, была окончательно разобрана на металл.
Линкор «Вэнгард» был 12-м кораблём, носившим это имя. После него оно перешло к спущенной на воду 4 марта 1992 года атомной подводной лодке, вооружённой баллистическими ракетами «Трайдент».

## Оценка проекта
Компромиссность проекта нового британского линкора прежде всего проявилась в вооружении его 381-мм орудиями. Их бронепробиваемость хотя и была на уровне 406-мм орудий «Нельсона», значительно уступала не только 406-мм орудиям американских и японских линкоров, но и 380-381-мм орудиям европейских линкоров времён Второй мировой войны. Хотя надёжность и точность стрельбы частично компенсировали это обстоятельство.
| ЗСМ «Вэнгарда» под огнём зарубежных линкоров | ЗСМ «Вэнгарда» под огнём зарубежных линкоров | ЗСМ «Вэнгарда» под огнём зарубежных линкоров         | ЗСМ «Вэнгарда» под огнём зарубежных линкоров         |
| Корабль                                      | Орудие                                       | Дистанция кбт, при угле встречи снаряда с бронёй 90° | Дистанция кбт, при угле встречи снаряда с бронёй 90° |
| Корабль                                      | Орудие                                       | ЭУ                                                   | Погреба                                              |
| -------------------------------------------- | -------------------------------------------- | ---------------------------------------------------- | ---------------------------------------------------- |
| «Бисмарк»                                    | 380-мм                                       | 97—101                                               | 94—157                                               |
| «Ришельё»                                    | 381-мм                                       | нет                                                  | 124—147                                              |
| «Литторио»                                   | 381-мм                                       | нет                                                  | 142—154                                              |
| «Вашингтон»                                  | 406-мм/45 Mk.6                               | нет                                                  | 101—104                                              |
| «Айова»                                      | 406-мм/50 Mk.7                               | нет                                                  | нет                                                  |
| «Ямато»                                      | 460-мм                                       | нет                                                  | нет                                                  |

Наклонный пояс итальянского «Литторио» и французского «Ришельё» обеспечивал лучшую горизонтальную защиту. С учётом скоса защищённость жизненно важных частей «Бисмарка» также была выше. Однако главный броневой пояс «Вэнгарда» хотя и был несколько консервативной конструкции, зато имел большую высоту и обеспечивал неплохую защиту от снарядов и большой запас плавучести. С горизонтальной защитой дело обстояло хуже. Если суммарная толщина брони в 7,5 дюймов (190 мм) в районе погребов была сравнима с лучшими зарубежными кораблями, то толщина палубы в районе энергетической установки была явно недостаточной. Всё, на что англичанам приходилось рассчитывать, при попадании бомбы или снаряда, благодаря хорошему делению на отсеки, падение скорости не превысит 3-5 узлов. Неудивительно, что по расчётным зонам свободного маневрирования в дуэльной ситуации «Вэнгард» выглядит наименее предпочтительно среди всех линкоров последнего поколения. Правда, благодаря высокому качеству британской брони, расчётные зоны свободного маневрирования должны быть раздвинуты на 15-20 кабельтовых.
| ЗСМ иностранных линкоров под огнём 381-мм орудий линкора «Вэнгард» | ЗСМ иностранных линкоров под огнём 381-мм орудий линкора «Вэнгард» | ЗСМ иностранных линкоров под огнём 381-мм орудий линкора «Вэнгард» |
| корабль                                                            | ЗСМ, кбт                                                           |                                                                    |
| ------------------------------------------------------------------ | ------------------------------------------------------------------ | ------------------------------------------------------------------ |
| «Бисмарк»                                                          | 73—118                                                             |                                                                    |
| «Ришельё»                                                          | от 68                                                              |                                                                    |
| «Литторио»                                                         | от 90                                                              |                                                                    |
| «Вашингтон»                                                        | от 89 до 135                                                       |                                                                    |
| «Айова»                                                            | от 86 до 134                                                       |                                                                    |
| «Ямато»                                                            | от 75                                                              |                                                                    |

Важно отметить и то обстоятельство, что табличные данные не всегда позволяют предсказать результат реального боя. Несмотря на прекрасные баллистические характеристики итальянских 381-мм орудий на бумаге, они не смогли добиться ни одного попадания в британские корабли во время боёв на Средиземном море. Главный пояс со скосом «Бисмарка», скорее всего, не был пробит в его последнем бою, даже при стрельбе с дистанции в 3-4 мили (5,5—4 км). Однако это не помешало британским линкорам вывести немецкий корабль из строя, не получив в ответ ни одного попадания. В этих боях на передний план вышли надёжность функционирования систем вооружения в различных условиях. И «Вэнгард» с его надёжными орудиями и большой площадью противоосколочной защиты мостиков и приборов управления вполне мог хорошо проявить себя в возможных боях с немецким «Тирпицем» или итальянским «Витторио Венетто».
На Тихоокеанском театре, по сравнению с линкорами других стран, последний британский линкор смотрелся бы откровенно слабо. Он уступал по огневой мощи не только «Айове» и «Саут Дакоте», но и «Вашингтону». Тем более он проигрывал в сравнении с японскими гигантами «Ямато» и «Мусаси». Тем не менее, опыт войны на Тихом океане показал, что чистая дуэль линкоров маловероятна. В этих условиях «Вэнгард» с его многочисленными радарами и зенитной артиллерией, хорошей защищённостью оконечностей и надстроек прекрасно подошёл бы на роль центра «боевой устойчивости» авианосно-артиллерийского соединения.
Самым слабым местом английского линкора являлась конструктивная подводная защита. Такой важный показатель, как глубина ПТЗ, у «Вэнгарда» был самым худшим среди одноклассников. Хотя она и была несколько улучшена по сравнению с типом «Кинг Джордж», закономерна общая оценка этой защиты как посредственной. Спорным моментом является и слабое бронирование боевой рубки. Хотя попадание в рубку и считалось маловероятным, однако такое попадание в «Принс оф Уэлс» в Датском проливе показало, что это возможно.
По скорости хода «Вэнгард» уступал только американской «Айове». А по мореходным качествам он был, возможно, лучшим линкором в мире. Так, на совместных с флотом США учениях в сентябре 1953 года волны на «Вэнгарде» не заходили дальше волнолома на баке. В то же время, на американской «Айове» они гуляли по все палубе. При этом крен «Айовы» достигал 26°, а у «Вэнгарда» только 15°. Водоизмещении в 45 000 тонн можно было, конечно, использовать более рационально за счёт перехода на более высокие параметры пара и более мощные орудия. Но отсутствие времени просто не дало этого сделать. Тем не менее, по комплексу характеристик «Вэнгард» считается лучшим британским линкором. По мнению британского историка Робертса, его защита была хорошей, силовая установка надёжной, скорость достаточно высокой, а вооружение и мореходные качества превосходными. Таким сочетанием характеристик, по его мнению, не мог похвастать ни один линкор другой державы. Хотя британские кораблестроители и не смогли выполнить поставленную перед ними задачу успеть ввести новый линкор в строй до окончания мировой войны, британский флот получил единицу высокой боеспособности. При этом цена постройки в 11,53 млн фунтов стерлингов оказалась меньше, чем у более слабого «Кинг Джорджа». Тем не менее, дни линкоров были сочтены и в послевоенном флоте Великобритании места «Вэнгарду» уже не нашлось. Не прослужив и 10 лет, он был выведен в резерв и затем пущен на слом.
| Сравнительные ТТХ линкоров постройки 1930—1940-х гг. |                      |                 |                             |                                                         |                            |                                 |                                 |                                 |
| характеристики                                       | «Кинг Джордж V»      | «Лайон»         | «Вэнгард»                   | «Саут Дакота»                                           | «Айова»                    | «Бисмарк»                       | «Литторио»                      | «Ришельё»                       |
| Страна                                               | Великобритания       | Великобритания  | Великобритания              | Соединённые Штаты Америки                               | Соединённые Штаты Америки  | Нацистская Германия             | Королевство Италия (1861—1946)  | Франция                         |
| Водоизмещение стандартное/полное, т                  | 37 316/42 751        | 41 200/ ?       | 45 214/52 245               | 37 970/44 519                                           | 48 425/57 540              | 41 700/50 900                   | 40 724/45 236                   | 37 832/44 708                   |
| Артиллерия главного калибра                          | 2×4, 1×2 — 356-мм/45 | 3×3 — 406-мм/45 | 4×2 — 381-мм/42             | 3×3 — 406-мм/45                                         | 3×3 — 406-мм/50            | 4×2 — 380-мм/47                 | 3×3 — 381-мм/50                 | 2×4 — 380-мм/45                 |
| Вспомогательная артиллерия                           | 8×2 — 133-мм/50      | 8×2 — 133-мм/50 | 8×2 — 133-мм/50             | На первом 8×2 — 127-мм/38 на остальных 10×2 — 127-мм/38 | 10×2 — 127-мм/38           | 6×2 — 150-мм/55 8×2 — 105-мм/65 | 4×3 — 152-мм/55 12×1 — 90-мм/50 | 3×3 — 152-мм/55 6×2 — 100-мм/45 |
| Зенитная артиллерия по проекту                       | 4×8 — 40-мм/40       | 6×8 — 40-мм/40  | 10×6 + 1×2 + 11×1— 40-мм/56 | 3×4 — 28-мм                                             | 15×4 — 40-мм, 60×1 — 20-мм | 8×2 — 37-мм 12×1 — 20-мм        | 8×2 и 4×1 — 37-мм 8×2 — 20-мм   | 4×2 — 37-мм 4×4 и 2×2 — 13,2-мм |
| Главный броневой пояс, мм/угол наклона               | 356 — 381            | 381             | 343 — 356                   | 310/19°                                                 | 307/19°                    | 320                             | (70 + 280)/8°                   | 330/15,14°                      |
| Бронирование палубы, мм                              | 127...152            | 152...203       | 127...152                   | 37 + 127...135                                          | 38 + 121...147             | 50...80 + 80...95               | 45 + 90...162                   | 150...170 + 40                  |
| Бронирование башен ГК, лоб/крыша, мм                 | 324 / 149            | 381 / 203       | 324 / 149                   | 457 / 184                                               | 457 / 184                  | 360 / 180                       | 380 / 200                       | 430 / 170                       |
| Бронирование боевой рубки, стенки/крыша, мм          | 76...102/38          | 76...114/51     | 64...76/38                  | 406/184                                                 | 444/184                    | 350 / 220                       | 250 / 120                       | 340 / 170                       |
| Глубина ПТЗ на уровне 0,5 осадки                     | 3,96                 | ?               | 4,57                        | 5,45                                                    | 5,45                       | 5,5                             | 7,57                            | 7                               |
| Суммарная толщина переборок КПЗ, мм                  | 57 DS (ПТП 44,5 DS)  | ПТП 44,5 DS     | 63 DS (ПТП 38 DS)           | 150 STS, HTS                                            | 150 STS, HTS               | 53 Ww                           | 71 ER                           | 77                              |
| Энергетическая установка, л. с.                      | 110 000              | 130 000         | 130 000                     | 130 000                                                 | 210 000                    | 138 000                         | 130 000                         | 150 000                         |
| Максимальная скорость, узлы                          | 28                   | 30              | 30,5                        | 27,5                                                    | 32,5                       | 29                              | 30                              | 31,5                            |